# Okage: Shadow King
Okage: Shadow King is een computerspel dat werd ontwikkeld door Zener Works en uitgebracht door Sony. Het spel kwam in 2001 exclusief uit voor het platform Sony PlayStation 2. Het spel is een RPG en het perspectief wordt getoond in de derde persoon. De speler speelt een jongen genaamd Ari. Ari en lijdt een gewoon leven en woont in het dorpje Tenel. Op een dag wordt zijn zusje vervloekt. Ze proberen de vloek op te heffen door een geest uit een fles op te roepen. Uit de fles komt de Evil King Stan die in ruil voor het verbreken van de vloek bezit neemt van Ari zijn schaduw. Ari laat dit gebeuren om zijn zus te helpen en hij wordt gedwongen om met Stan als zijn schaduw de wereld te veroveren.

## Personages
- Ari (ルカ Ruka)
- Lord Stanley Hihat Trinidad XIV (スタンリーハイハットトリニダード14世 Sutanrī Haihatto Torinidādo Jūyonsei)
- James (ジェームス Jēmusu)
- Rosalyn (ロザリー Rozarī)
- Princess Marlene (マルレイン Marurein)
- Gutten Kisling (グッテン･キスリング Gutten Kisuringu)
- Big Bull (ビッグブル Biggu Buru)
- Linda (リンダ Rinda)
- Epros (エプロス Epurosu)
- Beiloune

## Ontvangst
| Beoordeeld door                     | Datum            | Score |
| ----------------------------------- | ---------------- | ----- |
| Game Informer Magazine              | november 2001    | 80%   |
| Digital Press - Classic Video Games | 10 december 2003 | 80%   |
| GameSpy                             | 22 januari 2001  | 79%   |
| PlayFrance                          | 7 april 2003     | 70%   |
| GamePro (USA)                       | 2 oktober 2001   | 70%   |
| Just RPG                            | 2002             | 68%   |
| Game Critics                        | 27 oktober 2004  | 60%   |
| PSM                                 | december 2001    | 60%   |
| Game Revolution                     | oktober 2001     | 50%   |
| Digital Entertainment News (den)    | 21 juli 2003     | 44%   |